# (37010) 2000 TW42
2000 TW42 (asteroide 37010) é um asteroide da cintura principal. Possui uma excentricidade de 0.05785980 e uma inclinação de 9.27406º.
Este asteroide foi descoberto no dia 1 de outubro de 2000 por LINEAR em Socorro.